# Johann Jacob Bodemer

Bodemer auf einem zeitgenössischen Stich

Johann Jacob Bodemer (* 7. Februar 1762 in Calw, Württemberg; † 14. Februar 1844 in Dresden) war ein deutscher Unternehmer.

## Leben
Johann Jacob Bodemer (abweichende Schreibweise „Bodamer“) wurde 1762 als zweites von zehn Kindern des Hauptzollers Philipp Jacob Bodemer (1737–1807) und seiner Frau Marie Salome geb. Egeler verw. Schnaufer (1735–1801), Kronenwirtin in Calw geboren. Von 1772 bis 1774 besuchte er die Hohe Karlsschule in Stuttgart, wo er unter anderem Mitschüler von Friedrich Schiller war. Da sich seine Eltern keine höhere Ausbildung für ihn leisten konnten, begann Bodemer im Anschluss eine Lehre zum Kaufmann. Von 1780 bis 1784 arbeitete er als Kommis in Frankfurt am Main. 1784 kam er nach Leipzig, wo er den Kaufmann Schneider kennenlernte. Dieser erkannte Bodemers großes Talent und gewährte ihm einen Kredit in Höhe von 4.000 Talern zur Gründung einer Großhandlung mit englischen Waren.
Mit dieser war er überaus erfolgreich, so dass er etwa 1790 die Kattundruckerei in Naundorf bei Großenhain erwerben konnte. Bodemer begann zu expandieren. So eröffnete er 1802 durch seinen Verwalter Immanuel Gottlob Heßler (1778–1830) in Zschopau am Alten Scharfensteiner Weg (heute Spinnereistraße) seine erste Zweigniederlassung. 1803 ließ er sich in der kleinen Landstadt Eilenburg nieder. Da Eilenburg nach dem Wiener Kongress 1815 zu Preußen kam und das Land durch seine Schutzzollpolitik die einheimische Wirtschaft ankurbelte, entwickelte sich dieser Betrieb rasant. Das Unternehmen mit seinen drei Standorten firmierte als „Bodemer & Co.“ 1818 führte Bodemer im Zschopauer Werk mechanische Webstühle ein, was bei den dortigen Webern auf heftigen Widerstand stieß. Das Unternehmen unterhielt für den Absatz seiner bedruckten Kattune Handelsniederlassungen unter anderem in Triest und Smyrna. 1819 gründete er die Zschopauer Baumwollspinnerei, die Weberei wurde noch  einige Jahre parallel weiterbetrieben. Als Unternehmer engagierte sich Bodemer bei der Förderung von Nachwuchstalenten. 1830 setzte er sich zur Ruhe. Die Leitung in Großenhain übernahm sein erstgeborener Sohn Heinrich Jacob Bodemer (1800–1883), in Zschopau Jacob Georg Bodemer und in Eilenburg sein Schwiegersohn Carl Degenkolb.